# WCT Finals 1975
Il WCT Finals 1975 è stato un torneo di tennis giocato sul sintetico indoor. È stata la 5ª edizione del torneo, che fa parte del World Championship Tennis 1975. Il torneo si è giocato al Moody Coliseum di Dallas negli Stati Uniti dal 7 all'11 maggio 1975.

## Campioni

### Singolare maschile
Arthur Ashe ha battuto in finale  Björn Borg con il punteggio di 3–6, 6–4, 6–4, 6–0

### Doppio maschile
Brian Gottfried /  Raúl Ramírez hanno battuto in finale  Mark Cox /  Cliff Drysdale con il punteggio di 7–6, 6–7, 6–2, 7–6